# Лопес, Хорхе Хулио
Хорхе Хулио Лопес — аргентинский рабочий-кирпичеукладчик, дважды ставший жертвой «Грязной войны» в Аргентине.
Похищен агентами военной хунты и подвергался пыткам в период с 1976 по 1979 годы, затем вновь пропал без вести 18 сентября 2006 года, непосредственно перед тем, как должен был участвовать в суде над военными преступниками диктаторского режима (в частности, над бывшим комиссаром полиции провинции Буэнос-Айрес Мигелем Эчеколацем). Его второе похищение связывают с попыткой ультраправых военных запугать свидетелей. По состоянию на 2016 год остаётся не найденным, хотя полиция ранее получала признанные недостоверными свидетельства о его судьбе и собиралась допросить полицейского врача, находившегося на пенсии, машина которого, возможно, использовалась при втором похищении Лопеса.